# Hadji Barry
Hadji Ibrahim Barry (Conakry, 8 dicembre 1992) è un calciatore guineano, attaccante svincolato.

## Carriera

### Nazionale
Tra il 2018 ed il 2019 ha giocato 2 partite con la nazionale guineana, entrambe valevoli per le qualificazioni alla Coppa d'Africa.